# Bibeltreue
Die Selbstbezeichnung mancher konservativer Christen als bibeltreu beschreibt eine subjektive Eigenwertung, um ein Unterscheidungsmerkmal zur Liberaltheologie (oder darüber hinaus zur modernen Bibelwissenschaft) zu bilden, die dann oft als unbiblisch betitelt wird. Da es sich um eine Selbstbezeichnung handelt, wird der Begriff ausschließlich von Gläubigen verwendet, die sich selber als bibeltreu identifizieren. Der Begriff ist unwissenschaftlich, versteht sich aber als eine theologische Distanzierung und Protest gegen das liberale Christentum.
Der Begriff besagt, dass die Bibel für die Bibeltreuen „unbedingte Autorität in allen Glaubens- und Lebensfragen“ ist. Oft wird die Heilige Schrift von Bibeltreuen als „irrtumslos“ im Sinn der Chicago-Erklärung verstanden. Die grundlegende Bedeutung der Bibel ist neben der Betonung persönlicher Frömmigkeit und theologisch konservativer Positionierung ein gemeinsames Kennzeichen von Fundamentalisten, Evangelikalen und Pietisten.

## Bibeltreue im Evangelikalismus

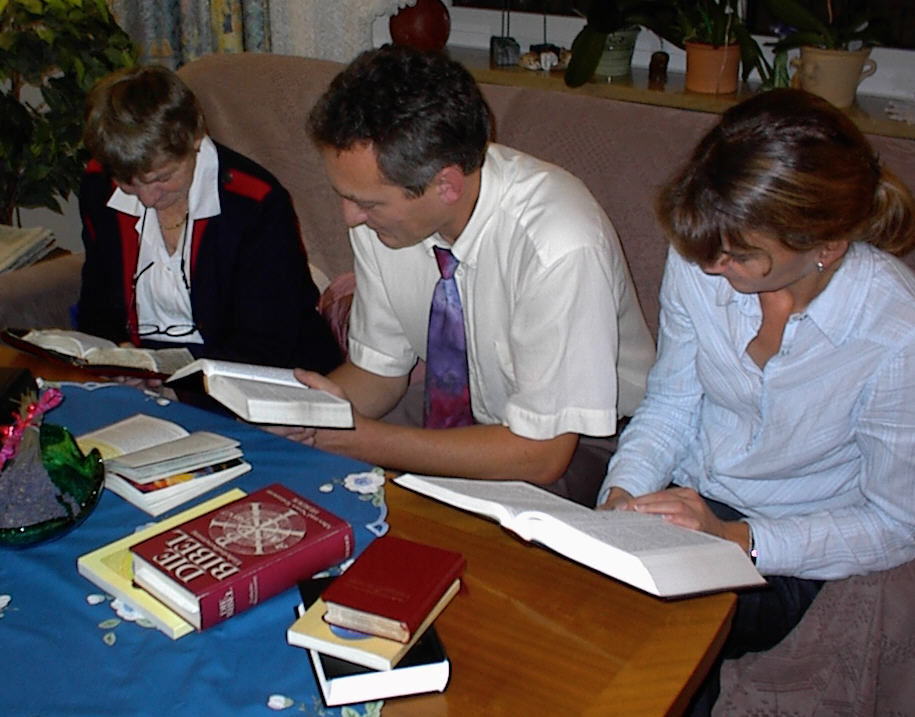
Gemeinsames Bibelstudium

Hansjörg Hemminger unterscheidet innerhalb des deutschsprachigen Evangelikalismus zwei Typen der Bibelorientierung: Eine individuelle Schriftspiritualität verbindet persönliches Bibelstudium und Austausch im Bibelkreis mit dem Gebet und wird als Wirken des Heiligen Geistes erlebt. Diesem „erlebnisorientierten“ Umgang mit der Bibel steht der eher traditionelle und dogmatische Biblizismus gegenüber, der betont, dass die biblischen Glaubenssätze und ethischen Weisungen ein für alle Mal feststehen. Typ 1 sieht Hemminger eher bei der jüngeren Generation, Typ 2 bei den Älteren, und wenn sie sich auch nicht ausschlössen, so ständen sie doch in Spannung zueinander.

## Theologiegeschichtliche Bezüge
Bibeltreue Autoren berufen sich oft auf das Sola-scriptura-Prinzip der Reformation und kontrastieren es mit der römisch-katholischen Papsttreue und Kirchentradition.
Ein wichtiger Bezugspunkt heutiger bibeltreuer Christen ist die Inspirationslehre der altprotestantischen Orthodoxie (17./18. Jahrhundert). Der „klassische“ Schriftbeweis hierfür ist 2 Tim 3,16 . David Hollaz leitete aus diesem Vers ab, dass den biblischen Verfassern nicht nur Glaubenswahrheiten, sondern auch Informationen über historische und naturwissenschaftliche Sachverhalte offenbart worden seien (Verbal- und Realinspiration). Aus heutiger exegetischer Sicht besteht allerdings eine Schwierigkeit: Wie hat sich der Verfasser (ob Paulus von Tarsus oder, wie von historisch-kritischer Seite meist angenommen, ein Paulusschüler) auf die Bibel aus Altem und Neuem Testament bezogen, wenn das Neue Testament zur Abfassungszeit des 2. Timotheusbriefs noch gar nicht zusammengestellt worden war?

## Irrtumslosigkeit der Bibel oder Hermeneutik der Demut

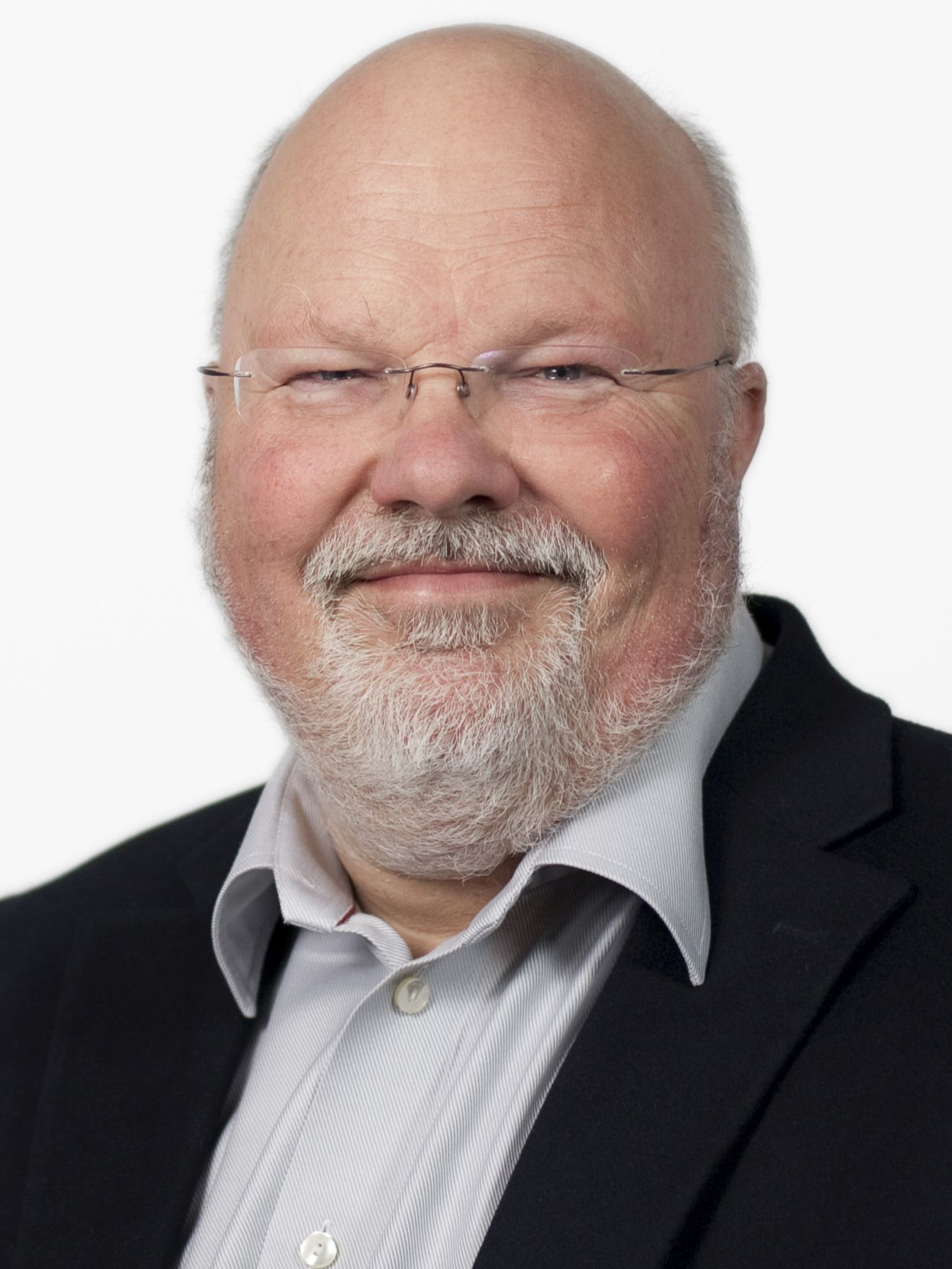
Heinzpeter Hempelmann

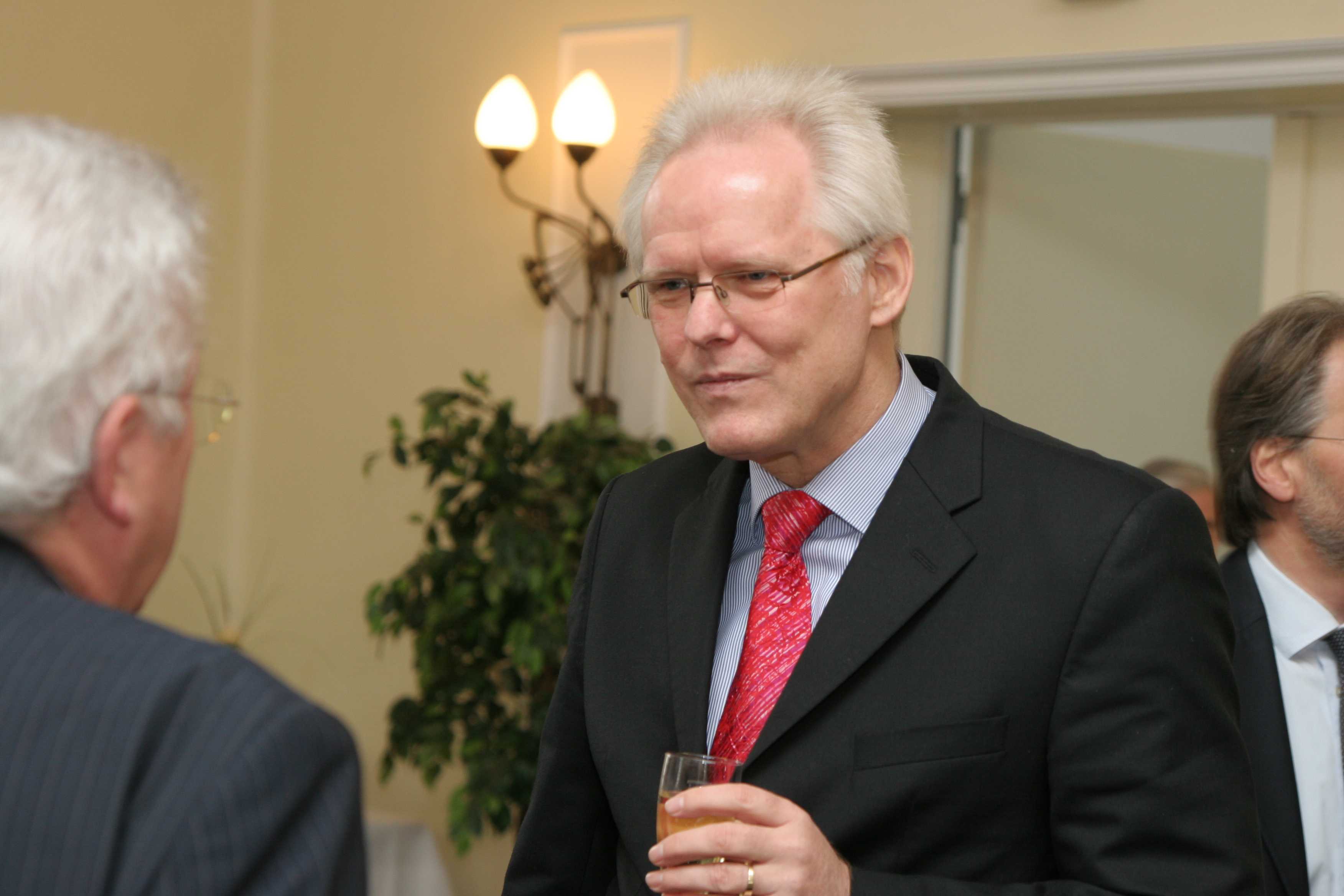
Helge Stadelmann

Eine Diskussion um das richtige Verständnis von Bibeltreue wurde 2002 in der Konferenz Bibeltreuer Ausbildungsstätten geführt. Der evangelikale Theologe Heinzpeter Hempelmann (1996 bis 2007 Direktor des Theologischen Seminars der Liebenzeller Mission) ist der Auffassung, dass das Konzept der Irrtumslosigkeit der Heiligen Schrift dem eigentlichen Anliegen der Bibel fremd sei und daher einen Kategorienfehler darstelle. Diesem auch als Hermeneutik der Demut bekannten Ansatz entgegnen andere evangelikale Theologen, dass er dem Selbstanspruch der Bibel nicht gerecht werde. Ein prominenter Kritiker Hempelmanns ist Helge Stadelmann, 1994 bis 2015 Rektor der Freien Theologischen Hochschule Gießen. Stadelmann zufolge ist der historisch-kritische Umgang mit der Bibel eine Folge von Glaubensproblemen und wirkt zersetzend. Der Bibeltreue dagegen lese die Bibel mit einer Grundhaltung kindlichen Vertrauens (Demut, Gehorsam, Liebe).
Die Bibel soll unmittelbar zum Leser sprechen; aus diesem Grundsatz folge, so Gisa Bauer, ein Desinteresse an den eigenen Verstehensvoraussetzungen, mit denen die Bibel gelesen wird (hermeneutischer Zirkel). Weiterhin werde häufig die Meinung vertreten, dass der Heilige Geist dem Gläubigen die Bibel erschließe, so dass dieser den Text anders verstehe als ein ungläubiger Exeget. Diese pneumatologische Grundsatz werde aber innerhalb des Evangelikalismus nur zögernd angewandt, so Bauer, weil er kennzeichnend für die pfingstlerisch-charismatische Bibelhermeneutik sei. Die Abgrenzung zu Pfingstbewegung ist aber für Teile des Evangelikalismus konstitutiv. Aus 1 Kor 13,10  gehe hervor, dass das „Stückwerk“ (nämlich die von Pfingstlern hoch geschätzten Charismen Zungenrede und Prophetie) aufhörte, als in der Spätantike das „Vollkommene“ vorlag – die ganze Bibel aus Altem und Neuem Testament.
Der Hauptvorstand der Deutschen Evangelischen Allianz wandte sich 2003 dagegen, die Inspirationslehre der „Chicago-Erklärung zur Irrtumslosigkeit der Heiligen Schrift“ (1978) zum einzigen Kriterium der Bibeltreue zu machen. Der Bibelbund und die Konferenz bibeltreuer Ausbildungsstätten kritisierten diese Stellungnahme scharf.
Die „gemäßigte Bibelkritik“ (Karl Barth, Adolf Schlatter) ist in Stadelmanns Sicht besonders problematisch, weil sie für den bibeltreuen Leser „schwer zu durchschauen“ sei. Dagegen knüpft ein gemäßigter evangelikaler Biblizismus positiv an Schlatters Werk an und legt der Exegese die sogenannte historisch-biblische Methode zugrunde, die in der Textkritik wie die historisch-kritische Exegese arbeitet, in Literar-, Form- und Redaktionskritik aber eigene Ansätze verfolgt.

## Bibeltreue Literatur und Publizistik
Die „Interessengemeinschaft für bibeltreue Übersetzungen“ warnt vor Bibelübersetzungen, die das textkritisch erarbeitete Novum Testamentum Graece zugrunde legen. Teils führte dies zum Rückgriff auf Luthers Biblia Deudsch von 1545. Aber auch die Schlachter-Bibel 2000 (Grundlage der John-MacArthur-Studienbibel und der Genfer Studienbibel) wird als bibeltreue Übersetzung geschätzt. Karl-Heinz Vanheiden setzt sich als prominenter bibeltreuer Theologe demgegenüber für Akzeptanz moderner Urtextausgaben ein.
1998 gründeten Journalisten und Verleger den Arbeitskreis bibeltreuer Publizisten, der vor allem im Jahr der Bibel 2003 in Erscheinung trat und vor ökumenischen Kooperationen im Kontext des Bibeljahres warnte. Am Treffen unter dem Motto „Bibeltreue Publizistik – die Herausforderung in einer veränderten Welt“ nahmen im Februar 2003 in Dillenburg über 500 Personen teil. Referenten waren Wolfgang Nestvogel und Karl-Heinz Vanheiden. Mitglieder des Arbeitskreises waren 2003: Wolfgang Bühne (Verleger, Christliche Literatur-Verbreitung), Bernd-Udo Flick und Hartmut Jaeger (Verleger, Christliche Verlagsgesellschaft Dillenburg), Rolf Höneisen (Chefredakteur Zeitschrift factum, Schwengeler Verlag; seit 2012 Chefredakteur von idea Schweiz) und Wilfried Plock (Zeitschrift Gemeindegründung, seit 1995 Leiter der Konferenz für Gemeindegründung).
Als bibeltreu verstand sich auch Werner Arns Christlicher Informationsdienst (CID).

## Bibeltreue als politisches Anliegen
Die Arbeitsgemeinschaft für weltanschauliche Fragen e. V. (bekannt als „AG Welt“) geht auf die 1979 von Ernst-Martin Borst gegründete Arbeitsgemeinschaft für religiöse Fragen (ARF) zurück und widmet sich der bibeltreuen Aufklärung über politische Zeitfragen wie den Klimawandel oder die COVID-19-Pandemie.
Die Kleinpartei Bündnis C – Christen für Deutschland entstand 2015 durch die Fusion der Partei Bibeltreuer Christen (PBC) und der AUF – Partei für Arbeit, Umwelt und Familie. Das Programm von Bündnis C hat große Nähe zu den Programmen von PBC und AUF: Aufgrund des biblischen Menschenbilds gilt die traditionelle Familie als Leitbild. Daraus folgt die Ablehnung von Schwangerschaftsabbrüchen und Gender-Mainstreaming und positiv der Einsatz für Hausunterricht und ein Erziehungsgehalt für Eltern. Die Bewahrung der Schöpfung verpflichte zum Umweltschutz. Die Solidarität mit dem Staat Israel ist ein zentrales außenpolitisches Ziel, Jerusalem soll als Hauptstadt Israels anerkannt werden.
Auch die AfD bemüht sich, bibeltreue Wähler anzusprechen (neben traditionalistisch-katholischen und konservativ-evangelischen Wählergruppen); es gibt auch personelle Verbindungen zu PBC und AUF. Waldemar Herdt, ehemals Mitglied im Bundesvorstand der PBC, war von 2017 bis 2021 Abgeordneter der AfD im Deutschen Bundestag. Daniel Rottmann, ehemals im PBC-Landesvorsitz Hamburg sowie Schleswig-Holstein, dann Mitgründer der AUF, war 2016 bis 2021 Abgeordneter der AfD im Landtag von Baden-Württemberg. Markus Widenmeyer gehörte 2018 kurzzeitig für die AfD dem Württembergischen Landtag an; er war zuvor PBC-Mitglied und ist auch durch sein Engagement in der Studiengemeinschaft Wort und Wissen als Vertreter des Kreationismus bekannt. Hemminger betont dagegen, dass die Gruppierung „Christen in der AfD“ innerparteilich kein großes Gewicht habe und mehr durch konservative Katholiken als durch Evangelikale geprägt sei.
In der Schweiz vertritt die Eidgenössisch-Demokratische Union (rechts) eine an der Bibel orientierte Politik.